# Torpedo (Verenigde Staten)

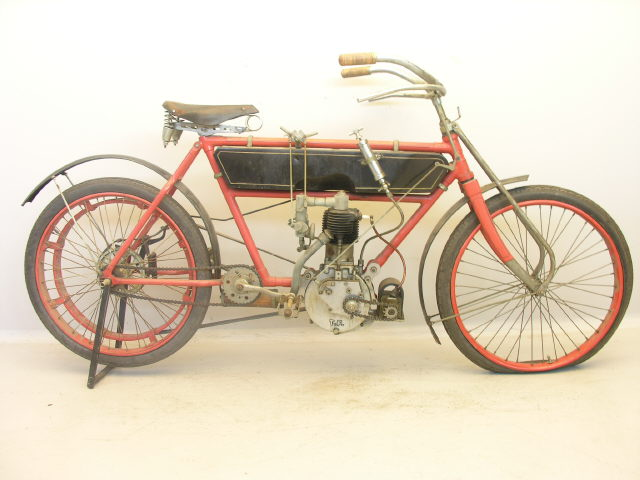
Het motorblok van deze 400 cc Torpedo uit 1907 is duidelijk afgeleid van een Thor-motor

Torpedo is een historisch merk van motorfietsen.
In het begin van de twintigste eeuw was er in de Verenigde Staten sprake van een motorfietsmerk met deze naam. Het enige dat er van bekend is, is dat men Thor-motorfietsen kopieerde.